# Ivan Dias
Ivan Cornelius Dias (1936–2017) là một hồng y người Ấn Độ của Giáo hội Công giáo Rôma. Ông nguyên là Tổng trưởng Thánh Bộ Truyền giáo của Tòa Thánh Vatican và cũng có thời gian làm Tổng giám mục Tổng giáo phận Bombay.

## Tiểu sử
Hồng y Ivan Dias sinh tại Bombay, Ấn Độ ngày 14 tháng 4 năm 1936. Từ nhỏ, cậu bé Dias đã có chí hướng đi tu, sau thời gian tu tập, ngày 8 tháng 12 năm 1958, Phó tế Dias được thụ phong linh mục, khi ấy, Tân linh mục mới 22 tuổi, thuộc linh mục đoàn giáo phận Bombay quê hương. Chủ phong cho Tân linh mục là Hồng y – Tổng giám mục Tổng giáo phận Bombay Valerian Gracias.
Ngày 8 tháng 5 năm 1982, Tòa Thánh công bố bổ nhiệm linh mục Ivan Dias làm Tổng giám mục Hiệu tòa Rusibisir, Khâm sứ thần Tòa Thánh tại ba nước Ghana, Togo, Benin. Tân giám mục được tấn phong ngày 19 tháng 6 sau đó, bởi giám mục chủ phong là Hồng y Agostino Casaroli, hai giám mục phụ phong là Tổng giám mục Achille Silvestrini và Tổng giám mục Duraisamy Simon Lourdusamy, Thư kí Thánh bộ Truyền giáo.
Sau đó năm năm kể từ ngày chịu chức giám mục, ngày 20 tháng 6 năm 1987, tòa Thánh quyết định thuyên chuyển Tổng giám mục Dias làm Khâm sứ Tòa Thánh tại Hàn Quốc. Bốn năm sau, ngày 28 tháng 10 năm 1991, Tòa Thánh lại thuyên chuyển ông làm Khâm sứ Tòa Thánh tại Albani. Kết thúc nhiệm vụ truyền giáo, ngày 8 tháng 11 năm 1996, ông được Tòa Thánh cắt đặt trở về quê hương làm Tổng giám mục Tổng giáo phận Bombay, Ấn Độ.
Ngày 21 tháng 2 năm 2001, Giáo hoàng Gioan Phaolô II vinh thăng tước vị Hồng y cho vị Tổng giám mục Bombay. Dưới thời Giáo hoàng Biển Đức XVI, hồng y Dias được kêu gọi về Tòa Thánh, nơi tân giáo hoàng chọn ông làm Tổng trưởng Thánh bộ Truyền giáo vào ngày 20 tháng 5 năm 2006. Ông giữ nhiệm vụ này cho đến ngày 10 tháng 5 năm 2011, khi ông qua tuổi 75.
Hồng y Dias qua đời ngày 19 tháng 6 năm 2017, thọ 81 tuổi.